# Mesterholdenes Europa Cup i håndbold 1963-64 (kvinder)
Mesterholdenes Europa Cup i håndbold 1963-64 for kvinder var den fjerde udgave af Mesterholdenes Europa Cup i håndbold for kvinder. Turneringen havde deltagelse af 13 klubhold, der var blevet nationale mestre sæsonen forinden, og blev afviklet som en cupturnering, hvor alle opgørene til og med semifinalerne blev afviklet over to kampe, hvor holdene mødtes både ude og hjemme. Finalen blev afviklet som én kamp på neutral bane.
Turneringen blev vundet af Rapid Bucureşti fra Rumænien, som i finalen i Bratislava besejrede Helsingør IF fra Danmark med 14-13. Det var anden gang i turneringens historie, at et rumænsk hold sejre – første gang var i sæsonen 1960-61, hvor Ştiinţa Bucureşti løb med titlen. Helsingør IF blev det andet danske hold, der nåede finalen i Mesterholdenes Europa Cup i håndbold for kvinder – det første var Frederiksberg IF i sæsonen 1962-63.

## Resultater

### Ottendedelsfinaler
| Dato   | Dato   | Hjemmehold i 1. kamp       | Udehold i 1. kamp  | Resultat | Resultat | Resultat |
| 1.kamp | 2.kamp | Hjemmehold i 1. kamp       | Udehold i 1. kamp  | Samlet   | 1.kamp   | 2.kamp   |
| ------ | ------ | -------------------------- | ------------------ | -------- | -------- | -------- |
| ?      | ?      | Rapid Bucureşti            | Spartak Subotica   | 19–13    | 13-50    | 6-8      |
| 30.11. | 6.12.  | BSG Fortschritt Weißenfels | Ruch Chorzów       | 17–13    | 12-60    | 5-7      |
| 23.11. | ?      | Admira Wien                | Spartacus Budapest | ?–?      | 07-14    | ?-?      |
| ?      | ?      | US d'Ivry                  | Swift Roermond     | 08–31    | 06-16    | 02-15    |
| 30.11. | 14.12. | Eimsbütteler TV            | ČKD Praha          | 14–12    | 11-40    | 3-8      |

### Kvartfinaler
| Dato   | Dato   | Hjemmehold i 1. kamp       | Udehold i 1. kamp | Resultat | Resultat | Resultat |
| 1.kamp | 2.kamp | Hjemmehold i 1. kamp       | Udehold i 1. kamp | Samlet   | 1.kamp   | 2.kamp   |
| ------ | ------ | -------------------------- | ----------------- | -------- | -------- | -------- |
| 14.1.  | ?      | BSG Fortschritt Weißenfels | Rapid Bucureşti   | 14–17    | 10-90    | 4-8      |
| 11.1.  | 24.1.  | Spartacus Budapest         | Trud Moskva       | 24–19    | 16-70    | 08-12    |
| 12.1.  | 24.1.  | Swift Roermond             | Eimsbütteler TV   | 11–13    | 4-5      | 7-8      |
| ?      | 4.1.   | Helsingør IF               | IL Skogen         | 25–22    | 14-13    | 11-90    |

### Semifinaler
| Dato   | Dato   | Hjemmehold i 1. kamp | Udehold i 1. kamp  | Resultat | Resultat | Resultat |
| 1.kamp | 2.kamp | Hjemmehold i 1. kamp | Udehold i 1. kamp  | Samlet   | 1.kamp   | 2.kamp   |
| ------ | ------ | -------------------- | ------------------ | -------- | -------- | -------- |
| ?.3.   | 15.3.  | Rapid Bucureşti      | Spartacus Budapest | 24–12    | 13-50    | 11-70    |
| 9.3.   | 21.3   | Helsingør IF         | Eimsbütteler TV    | 14–90    | 6-7      | 8-2      |

### Finale
Finalen blev spillet i Bratislava.
| Dato | Vinder          | Finalist     | Res.  | Pause |
| ---- | --------------- | ------------ | ----- | ----- |
| 4.4. | Rapid Bucureşti | Helsingør IF | 14–13 | ?     |